# Uxbridge (Massachusetts)

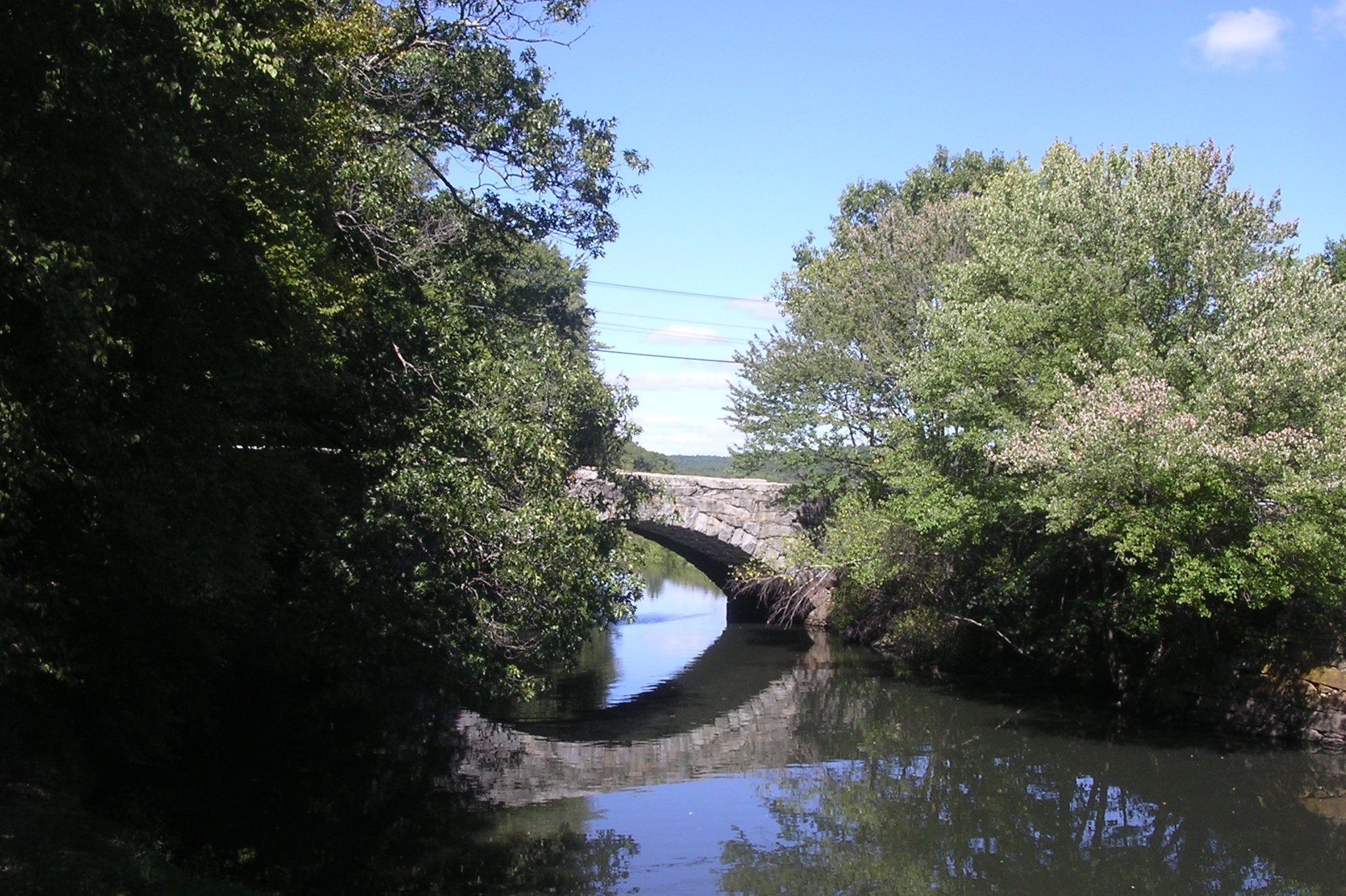
Pont de pedra a Uxbridge

Uxbridge és una població del comtat de Worcester (Massachusetts), als Estats Units d'Amèrica. L'any 2009 tenia 13.247 habitants. Es va establir l'any 1662.
Uxbridge és conegut per:
- 140 anys de fabricació de caixmir i uniformes militars
- Blackstone River Valley, parc històric nacional
- 1731, primera església Congregacional del Primer Gran Despertar.
- Primera dona a votar als Estats Units, Lydia Taft, 1756.[1]